# Rumon Gamba
Rumon Gamba (* 24. November 1972) ist ein britischer Dirigent. 
Einen internationalen Namen hat er sich vor allem mit seinen Aufnahmen klassischer britischer Filmmusik gemacht.

## Leben

### Ausbildung
Rumon Gamba studierte Musik an der University of Durham und anschließend Dirigieren an der Royal Academy of Music in London, wo Colin Metters, George Hurst und Sir Colin Davis zu seinen Lehrern gehörten. Gamba war der erste Dirigierstudent, der das DipRAM, das Diplom der Royal Academy of Music („Royal Academy of Music performer’s diploma“) erhielt. Außerdem wurde er unter anderem mit dem Henry-Wood-Stipendium und dem Bob Harding-Stipendium gefördert. Diese Auszeichnungen führten dazu, dass er zum Assistenz-Dirigenten des Havant Symphony Orchestra und der British Youth Opera sowie später zum Dirigenten der Ipswich Orchestral Society ernannt wurde. Er dirigierte bei Festivals in Ashover, Lichfield, Newbury und Wraysbury.

### Karriere als Dirigent
1997 wurde Rumon Gamba eingeladen, als Vertreter Großbritanniens an der internationalen Meisterklasse für Dirigenten (International Masterclass for Conductors) in St. Petersburg teilzunehmen.  Und im Jahr darauf gewann er den Lloyds Bank BBC Young Musicians Conductors Workshop in Manchester. Daraufhin erhielt er beim BBC Philharmonic eine Stelle als Assistenz-Dirigent (Lloyds Bank BBC Philharmonic Assistant Conductor) und wurde später zum Zweiten Dirigenten (Associate Conductor) ernannt. Beim BBC Philharmonic blieb er bis 2002. Von 2002 bis 2010 war er als Erster Dirigent und Musikdirektor des Isländischen Sinfonieorchesters (Sinfóníuhljómsveit Íslands) tätig, mit dem er auch international auf Tournee ging. Seit 2009 wirkt er in gleicher Funktion beim NorrlandsOperan.
Neben dieser Haupttätigkeit hat Rumon Gamba, der 2002 zum Mitglied der Royal Academy of Music ernannt wurde, seit 1998 nicht nur die meisten namhaften Orchester Großbritanniens dirigiert – darunter das BBC Concert Orchestra, das BBC Symphony Orchestra, das BBC Scottish Symphony Orchestra, das BBC National Orchestra of Wales, das London Philharmonic Orchestra, das Royal Liverpool Philharmonic Orchestra, das City of Birmingham Symphony Orchestra, die Manchester Camerata und die English National Opera –, sondern als Gastdirigent auch mit vielen Orchestern im Ausland zusammengearbeitet. Dazu gehören die Münchner Philharmoniker, das NDR Sinfonieorchester, das Rundfunksinfonieorchester Berlin, das Sinfonieorchester Trondheim, das Bergen Philharmonic Orchestra, das SWR Sinfonieorchester Baden-Baden und Freiburg, das Orchestre National de Belgique, die Göteborgs Symfoniker, das Toronto Symphony Orchestra, das National Arts Center Orchestra Ottawa, die New York Philharmonic, das Indianapolis Symphony Orchestra und das Florida Philharmonic Orchestra. Außerdem hat Gamba mit allen bedeutenden australischen Orchestern und dem New Zealand Symphony Orchestra zusammengearbeitet. Als Gastdirigent trat er zudem mit den Sinfonieorchestern von Hong Kong, Osaka, Nagoya und Tokyo auf.
Gamba hat eine Reihe von Uraufführungen dirigiert, darunter 2005 diejenigen von Brett Deans Viola Concerto mit dem BBC Symphony Orchestra und Per Nørgårds Oratorium The Will-o'-the-Wisps Go to Town mit dem The City of Birmingham Symphony Orchestra. Mehrfach hat er sich zudem an Leonard Bernsteins Musical/Operette Candide versucht, so 2005, als er das BBC Concert Orchestra in der Royal Festival Hall in einer Aufführung der Orchesterfassung dirigierte, und 2008, als er in einer Aufführung der English National Opera im Coliseum Theatre London sein Opern-Debüt gab.

### Aufnahmetätigkeiten
Seit 1999 unternimmt Rumon Gamba exklusiv für das britische Label Chandos Records regelmäßig CD-Aufnahmen. Internationale Bekanntheit und Beachtung haben dabei vor allem seine Neueinspielungen klassischer britischer Filmmusiken gefunden, die er zumeist mit dem BBC Philharmonic vornimmt. Dazu gehören Werke von Richard Addinsell, John Addison, William Alwyn, Sir Malcolm Arnold, Georges Auric, Sir Arnold Bax, Sir Richard Rodney Bennett, Sir Arthur Bliss, Francis Chagrin, Brian Easdale, Ron Goodwin, Christopher Gunning, Constant Lambert, Lord Berners, Clifton Parker, Alan Rawsthorne, Mischa Spoliansky und Ralph Vaughan Williams. 
Die Bandbreite ist dabei sehr groß – sie reicht von der Musik zu Kriegsfilmen über diejenige der klassischen Komödien der Ealing Studios bis hin zu den britischen Produktionen Walt Disneys. Bei vielen der ausgewählten Stücke handelt es sich um Erstaufnahmen abseits der Originaleinspielungen für den Filmsoundtrack. Gamba arbeitet hierfür mit Arrangeuren wie Philip Lane zusammen, da Originalpartituren zumeist nicht mehr vorhanden sind und daher in geduldiger Arbeit direkt den Filmsoundtracks „abgelauscht“ werden müssen. Mit seinen Filmmusik-Einspielungen bewegt sich Rumon Gamba damit in der Nachfolge Charles Gerhardts, der ab 1972 mit seinen Filmmusik-Schallplatten wesentlich zur Wiederentdeckung klassischer Hollywood-Kompositionen der 1930er und 1940er Jahre beigetragen hatte.
Gelegentlich nimmt sich Gamba auch Komponisten an, die in den USA Filmmusik geschrieben haben, so Bernard Herrmann und Erich Wolfgang Korngold, von dem er unter anderem 2007 mit dem BBC Philharmonic die Musik zu Der Herr der sieben Meere  (The Sea Hawk, 1940) eingespielt hat. 
Darüber hinaus hat Gamba aber auch eine Reihe von Orchesterwerken Malcolm Arnolds eingespielt sowie solche von Eric Coates, Miklós Rózsa und David Matthews. Mit dem isländischen Sinfonieorchester hat er für Chandos außerdem Orchesterwerke von Malcolm Williamson und Vincent d’Indy aufgenommen.

## Auszeichnungen
- 1998: Gewinner des Lloyds Bank BBC Young Musicians Conductors Workshop in Manchester
- Nominierungen für den Grammy Award (zusammen mit dem jeweiligen Orchester):
  - 2007: The Film Music of Erich Wolfgang Korngold als „Bestes klassisches Crossover-Album“ („Best Classical Crossover Album“)
  - 2009: Vincent d’Indy: Orchestral Works, Vol. 1 als „Beste Orchesterdarbietung“ („Best Orchestral Performance“)
- Gramophone Editor's Choice:
  - 2007: The Film Music of Erich Korngold, Volume 2

## Diskografie
- The Film Music of Georges Auric, 1999 – mit dem BBC Philharmonic
- The Film Music of Alan Rawsthorne, 2000 – mit dem BBC Philharmonic
- The Film Music of Sir Malcolm Arnold, Vol. 2, 2000 – mit dem BBC Philharmonic
- The Film Music of Sir Richard Rodney Bennett, 2000 – mit dem BBC Philharmonic
- The Film Music of William Alwyn, Vol. 2, 2001 – mit dem BBC Philharmonic
- The Film Music of Sir Arthur Bliss, 2001 – mit dem BBC Philharmonic
- Arnold: Symphonies 7, 8 & 9, 2001 – mit dem BBC Philharmonic
- The Symphonic Eric Coates, 2002 – mit dem BBC Philharmonic
- The Film Music of Ralph Vaughan Williams Volume 1, 2002 – mit dem BBC Philharmonic
- The Film Music of Richard Addinsell, 2003 – mit dem BBC Philharmonic
- Gordon Langford's Orchestral Classics, 2003 – mit dem BBC Concert Orchestra
- The Film Music of Sir Arnold Bax, 2003 – mit dem BBC Philharmonic
- The Film Music of Ralph Vaughan Williams, Volume 2, 2004 – mit dem BBC Philharmonic
- The Film Music of Ron Goodwin, 2004 – mit dem BBC Philharmonic
- The Film Music of Clifton Parker, 2005 – mit dem BBC Concert Orchestra
- Malcolm Arnold: Overtures, 2005 – mit dem BBC Philharmonic
- The Film Music of Francis Chagrin, 2005 – mit dem BBC Philharmonic
- The Film Music of Erich Wolfgang Korngold, 2005 – mit dem BBC Philharmonic
- The Film Music of William Alwyn, Vol. 3, 2005 – mit dem BBC Philharmonic
- Malcolm Williamson Orchestral Works, Vol.1, 2006 – mit den Isländischen Philharmonikern
- The Film Music of Ralph Vaughan Williams, Vol. 3, 2006 – mit dem BBC Philharmonic
- Malcolm Williamson Orchestral Works, Vol. 2, 2007 – mit den Isländischen Philharmonikern
- „Fantasie Triomphale “ – Works for Organ and Orchestra, 2007 – mit dem BBC Philharmonic
- The Film Music of John Addison, 2007– mit dem BBC Concert Orchestra
- The Film Music of Erich Wolfgang Korngold, Volume 2, 2007 – mit dem BBC Philharmonic
- Vincent d’Indy: Orchestral Works, Vol. 1, 2008 – mit den Isländischen Philharmonikern
- The Film Music of Constant Lambert and Lord Berners, 2008 – mit dem BBC Concert Orchestra
- Miklós Rózsa: Orchestral Works, Vol. 1, 2008 – mit dem BBC Philharmonic
- David Matthews: Orchestral Works, 2009 – mit dem BBC Philharmonic
- Vincent d’Indy: Orchestral Works, Vol. 2, 2009 – mit den Isländischen Philharmonikern
- The Film Music of Mischa Spoliansky, 2009 – mit dem BBC Philharmonic
- Arnold: Ballet Music, 2009 – mit dem BBC Philharmonic
- The Film Music of Bernard Herrmann, 2010 – mit dem BBC Philharmonic
- Vincent d’Indy: Orchestral Works, Vol. 3, 2010 – mit den Isländischen Philharmonikern
- Geoffrey Burgon Concerto Disc, 2010 – mit der City of London Sinfonia
- The Film and TV Music of Christopher Gunning, 2010 – mit dem BBC Philharmonic
- The Film Music of Brian Easdale, 2011 – mit dem BBC National Orchestra of Wales
- The Film Music of Miklós Rósza. The Thief of Bagdad, Sahara, Ben-Hur, Rudyards Kipling’s Jungle Book. 2014 – mit dem BBC Philharmonic